# Франсоа Гзавије д'Антрекол
Франсоа Гзавије д'Антрекол (1664, Лион, Француска – 1741, Пекинг, Кина); (кинеско име: 殷弘绪, Јин Хонгшу) био је француски језуитски свештеник, који је научио кинеску технику производње порцелана кроз своја истраживања у Кини у Ђингдеџену уз помоћ кинеских католичких обраћеника између 1712. и 1722. године, током владавине цара Кангсија. Његова запажања су објављена у дугом писму 1712. године и пажљиво проучавана у неколико европских земаља, иако је Мајсенски порцелан већ тада производио тврди порцелан у Немачкој. Аутор писма је наведен као Père d'Еntrecolles („Отац d'Еntrecolles“) и још увек се веома често тако назива.

## Религијска каријера
Д'Антрекол је ступио у Друштво Исусово 1682. године. Стигао је у Кину 1698. године да би постао члан језуитских мисија у Кини. У почетку се бавио прозелитизмом у Ђангсију, а затим је постао генерални старешина француских језуита у Кини од 1706. до 1719. године.
Д'Антрекол је био старешина француске резиденције у Пекингу од 1722. до 1732. године. Умро је у Пекингу 1741. године.

## Производња порцелана
Независно од д'Антрекола, али њему непознато, 1710. године Немац Јохан Фридрих Бетгер (а могуће и Еренфрид Валтер фон Чирнхаус пре њега 1708. године) већ је открио тајну производње тврдог порцелана, што је довело до оснивања Мајсенске мануфактуре порцелана. Д'Антрекол је директно посматрао процес печења, као и техничко знање неких од својих обраћеника, а такође је директно консултовао кинеске техничке изворе, за које се сматра да су штампано дело Fu-liang Hsien Chih из 1682. године.

Д'Антрекол је послао оцу Орију, члану језуитског савета, прокатору језуитских мисија у Кини и Индији, детаљно, веома свеобухватно и добро структурирано писмо у којем је саопштио своје налазе:
„С времена на време сам боравио у Ђингдеџену како бих се бринуо о духовним потребама својих обраћеника, па сам се заинтересовао за производњу овог прелепог порцелана, који је толико цењен и шаље се у све делове света. Ништа осим моје радозналости никада ме није могло подстаћи на таква истраживања, али ми се чини да би детаљан опис свега што се тиче ове врсте посла могао некако бити користан у Европи.“ Увод у „Писма оца д'Антрекола“.
Писма су послата оцу Лују Франсоа Орију, благајнику језуитских мисија за Кину и Индију у Паризу, који их је убрзо објавио у годишњем извештају језуитских мисија Lettres édifiantes et curieuses de Chine par des missionnaires jésuites (1702–1776). Поново их је објавио Жан-Батист Ди Алд 1735. године, а енглеска издања су се појавила 1736. или 1738. године. Писма је касније поново објавио опат Жан-Батист Гросје у свом делу „Општи опис Кине“. Д'Антрекол је такође послао узорке материјала у Европу, које је анализирао Реомир, што је довело до оснивања Севрске мануфактуре када су еквивалентни материјали пронађени у Европи.
У Енглеској је његов рад подстакао стварање разних порцеланских производа, као што је Плимутски порцелан.
Д'Антрекол је напустио Ђингдеџен и отишао у Пекинг да преузме нове одговорности 1723. године.
Умро је у Пекингу 1741. године.

## Остала дела
Д'Антрекол је такође писао писма о томе како су Кинези узгајали свилене бубе, производили вештачко цвеће и синтетичке бисере и практиковали оралну вакцинацију против малих богиња. Године 1734. д'Антрекол је такође расправљао о томе како су Кинези производили живу.

## Наслеђе
Након објављивања од стране оца Орија, а касније и од стране Жан-Батиста ди Алда у делу „Опис Кинеског царства“ (1735), д'Антреколов извештај је коришћен дословно са навођењем аутора у Дидроовој Енциклопедији (1751–1772).
Познато је да је Џосаја Веџвуд, чувени енглески произвођач порцелана, преписивао одломке из д'Антреколовог рада у својој књизи „Commonplace Book“. Д'Антреколов рад је такође репродукован, без навођења извора, у веома утицајном Универзалном речнику трговине и привреде (1757–1774) Малахија Постлетвејта.